# Gloster Javelin
Gloster Javelin là một loại máy bay tiêm kích đánh chặn mọi thời tiết của Không quân Hoàng gia Vương quốc Anh. Nó có thiết kế đuôi tam giác, hoạt động trong mọi điều kiện thời tiết và làm nhiệm vụ tiêm kích đêm, nó cũng là máy bay cuối cùng mang tên Gloster.

## Thiết kế và phát triển
Chương trình Javelin bắt đầu từ yêu cầu của Bộ hàng không Anh năm 1947 về một loại máy bay tiêm kích đêm hiệu năng cao, từ đó dẫn tới đơn đặt hàng chế tạo các mẫu thử dưới tiêu chí của Chỉ tiêu kỹ thuật F.44/46 của hai thiết kế cạnh tranh, đó là Gloster GA.5 và de Havilland DH.110, thiết kế DH.110 cũng đang được Hải quân Hoàng gia xem xét. Thiết kế Gloster được xem như một thiết kế đơn giản, giá thành rẻ, nên thiết kế của de Havilland đã bị từ chối; dù vậy công ty de Havilland vẫn tiếp tục phát triển DH.110 như một dự án tư nhân và cuối cùng thành phẩm là loại máy bay Sea Vixen cho hải quân. Thiết kế Gloster có kiểu cánh tam giác và kiểu đuôi đặc biệt có hình tam giác. Chỉ tiêu kỹ thuật F.44/46 sau đó trở thành F.4/48 liên quan tới "Yêu cầu vận hành" OR.227.

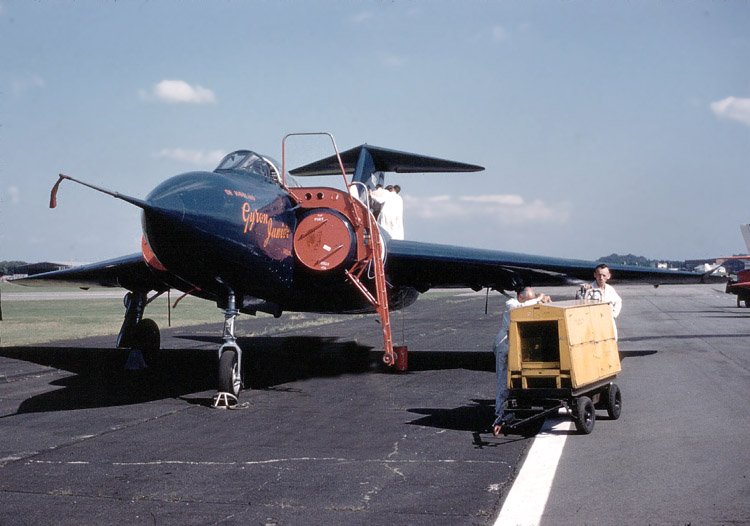
Gloster Javelin, có thể là một máy bay thử nghiệm bay tại Farnborough.

GA.5 bay lần đầu ngày 26/11/1951 do phi công thử nghiệm Bill Waterton điều khiển (chuyến bay này diễn ra sau chuyến bay đầu tiên của mẫu thử DH.110 hai tháng), thử nghiệm bay kéo dài tới tận năm 1956, khi 14 chiếc sản xuất đầu tiên được giao hàng, nó có tên định danh là F(AW) Mk 1. Trong một chuyến bay thử nghiệm, cánh đuôi ngang bị rơi ra, Bill Waterton thay vì bỏ máy bay đã cố hạ cánh khẩn cấp và đã thành công, ông được tặng thưởng Huân chương George vì hành động dũng cảm của mình. Mẫu thử thứ hai (WD808) có kiểu cánh sửa đổi vào năm 1953. Sau thử nghiệm ban đầu của Waterton, nó được chuyển qua điều khiển bởi phi công thử nghiệm của Gloster là Peter Lawrence. Ngày 11/6/1953, máy bay bị rơi. Lawrence đã bật ghế phóng ở độ cao khoảng 400 ft nhưng quá muộn, tai nạn khiến Lawrence tử thương. Chiếc Javelin bị rơi vào trạng thái tròng trành, cánh làm cho máy bay không thể chuyển động về phía trước và cùng lúc làm ngừng luồng khí phía dưới cánh đuôi ngang khiến chúng trở nên vô dụng. Do không điều khiển được cánh đuôi ngang, Lawrence không thể kiểm soát được và máy bay rơi xuống đất. Mẫu thử thứ ba (WT827) và cũng là mẫu đầu tiên được trang bị radar bay ngày 7/3/1953. Mẫu thử thứ tư WT827 đã vượt qua được các thử nghiệm của Viện nghiên cứu thử nghiệm vũ khí và hàng không (A&AEE), mẫu thử thứ năm WT836 thực hiện chuyến bay đầu tiên vào tháng 7/1954.
Ngày 14/10/1954, một phi công thử nghiệm lái chiếc Mk I Javelin XA546 cất cánh từ căn cứ RAE Farnborough đã tử nạn khi máy bay gặp trục trặc. Ngày 8/12/1955, một phi công khác là S/L Dick khi lái chiếc XA561 để thử nghiệm cho A&AEE, khi thao diễn, máy bay rơi vào trạng thái quay theo phương ngang và không thể dừng lại được, phi công phải nhảy dù. Sau sự cố này, thiết bị cảnh báo chòng chành đã được phát triển cho Javelin. Trong thời gian thử nghiệm việc phát triển các cải tiến vẫn được thực hiện, và sau đó một số phiên bản khác của Javelin đã được sản xuất số lượng nhỏ vào những năm sau đó.
Cuối năm 1956, Javelin có biến thể FAW 7, đây là biến thể đầu tiên thực sự đáp ứng được các chỉ tiêu kỹ thuật theo yêu cầu ban đầu của Bộ hàng không, và nó trở thành phiên bản xác định của Javelin (hầu hết sau này chúng lại được chuyển đổi sang tiêu chuẩn FAW 9). Thật vậy, Javelin được phát triển nhanh chóng đến mức phiên bản FAW 8 được bắt đầu giao hàng ngay trước khi khi việc sản xuất phiên bản FAW 7 kế thúc. Do đó 80 chiếc FAW 7 được đưa thẳng từ nhà máy vào kho lưu giữ, cuối cùng chúng được chế tạo lại thành tiêu chuẩn của FAW 9. Tổng cộng có 427 chiếc Javelin mọi phiên bản được chế tạo cộng thêm 7 mẫu thử.

## Lịch sử hoạt động

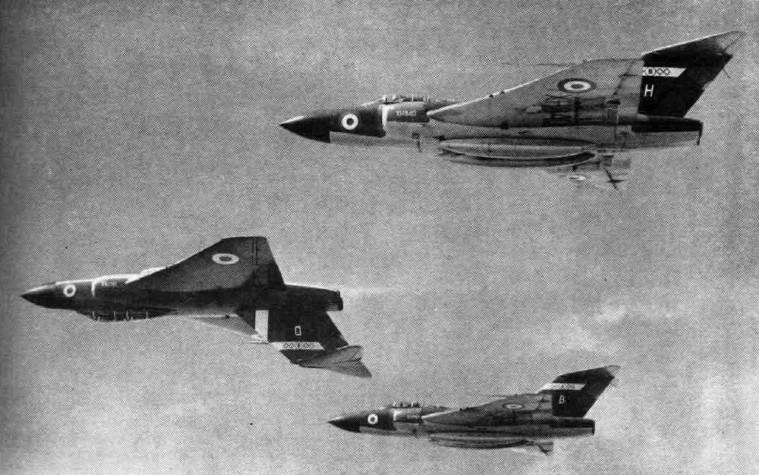
Javelin FAW 7 thuộc Phi đoàn 64 RAF năm 1959.

Javelin được đưa vào trang bị cho Phi đoàn 46 của RAF vào năm 1956, phi đoàn này đóng tại căn cứ RAF Odiham, Anh Ngay cả khi được đưa vào hoạt động, vẫn có những hạn chế nghiêm ngặt về các động cơ thao diễn máy bay có thể thực hiện.
Vào thời kỳ đỉnh cao của mình (1959-1962) có tới 14 phi đoàn được trang bị Javelin. Năm 1962, số lượng Javelin giảm xuống nhanh chóng, đến năm 1964 chỉ còn có 4 phi đoàn còn sử dụng nó.
Javelin thuộc RAF đã tham gia chiến đấu trong cuộc đối đầu Indonesia-Malaysia từ tháng 9/1963 tới tháng 8/1966. Javelin thuộc Phi đoàn 60, sáp nhập từ Phi đoàn 64 đóng quân tại căn cứ RAF Tengah, Singapore đã thực hiện các cuộc tuần tra trên vùng rừng của Malaysia. Năm 1964, một chiếc Lockheed C-130 Hercules của Không quân Indonesia bị rơi trong khi đang cố tránh bị một chiếc Javelin FAW.9 thuộc phi đoàn 60 chặn đánh. Vào tháng 6/1967, sau khi phi đoàn 64 giải thể, phi đoàn 60 được triển khai tới Kai Tak, Hong Kong vì tình trạng bất ổn ở thuộc địa Hồng Kông trong thời kỳ Cách mạng Văn hóa ở Trung Hoa đại lục. Javelin cũng được triển khai tới Zambia vào giai đoạn đầu khi Rhodesia đơn phương tuyên bố độc lập, để bảo vệ Zambia khỏi bất kỳ hành động nào từ Không quân Rhodesia.
Chiếc Javelin cuối cùng ngừng hoạt động vào năm 1968 sau khi Phi đoàn 60 đóng tại căn cứ Tengah giải thể vào tháng 4/1968. Một chiếc Javelin vẫn tiếp tục được Viện thử nghiệm vũ khí và hàng không sử dụng tại Boscombe Down cho đến 24/1/1975.

## Biến thể
Tổng cộng có 435 chiếc được Gloster và Armstrong-Whitworth chế tạo; cả hai công ty vào thời điểm đó đều thuộc tập đoàn Hawker Siddeley. 
FAW 1
Phiên bản đầu tiên với động cơ Armstrong Siddeley Sapphire Sa.6 có lực đẩy 8.000 lbf (35,6 kN thrust), radar British AI.17, 4 pháo ADEN 30 mm ở cánh, có 40 chiếc được chế tạo, 7 mẫu thử sau đó cũng được nâng cấp lên chuẩn này.
FAW 2
Thay thế radar Al.17 bằng radar Westinghouse AN/APQ-43 do Hoa Kỳ chế tạo (còn gọi là Al-22), 30 chiếc được chế tạo.
T 3
Phiên bản huấn luyện không có radar, kính buồng lái được làm lại để cải thiện tầm nhìn của giáo viên hướng dẫn. Khung thân và đuôi được sửa lại, thêm thùng nhiên liệu bên trong. Vẫn giữ lại 4 khẩu pháo, 22 và 1 mẫu thử chiếc được chế tạo.
FAW 4
Giống FAW 1, có thêm máy bay gió xoáy để giảm khả năng bị chòng chành. Trang radar AI.17 như trên FAW 1, có 50 chiếc được chế tạo.
FAW 5
Dựa trên FAW 4, cánh được sửa lại để thêm thùng nhiên liệu phụ, các giá treo cứng dưới cánh cũng được thêm vào; 64 chiếc được chế tạo.
FAW 6
Radar do Mỹ chế tạo của FAW 2 kết hợp với cánh sửa lại của FAW.5, 33 chiếc được chế tạo.
FAW.7
Dùng động cơ Sa.7 mới có lực đẩy 11.000 lbf (48,9 kN), mở rộng thân. Trang bị 2 pháo ADEN cùng với 4 tên lửa không đối không Firestreak. FAW.7 trang bị cho 2 phi đoàn chỉ được vũ trang bằng 4 pháo ADEN; 142 chiếc được chế tạo.
FAW 8
Dùng động cơ nâng cấp Sa.7R với chế độ đốt tăng lực, tăng lực đẩy từ 12.300 lbf (54,7 kN) lên 20.000 ft; ở độ cao thấp, hạn chế của bơm nhiên liệu gây ra mất lực đẩy. Ngoài ra còn có diềm cánh mới và bộ giảm lắc để điều khiển máy bay tốt hơn.
FAW 9
118 chiếc FAW 7 được lắp lại cánh và động cơ của Mk 8., 44 chiếc trong số đó có cần tiếp nhiên liệu và gọi là phiên bản FAW 9F/R.
FAW 9R
R là từ viết tắt của "Range". Tổng cộng có 40 chiếc trong số 44 chiếc FAW 9F/R được sửa đổi để mang được thùng nhiên liệu dưới cánh.

## Quốc gia sử dụng
Anh Quốc
- Không quân Hoàng gia
  - Bộ tư lệnh tiêm kích
    - Phi đoàn 23 RAF (1957-1964 trang bị lại với English Electric Lightning)
    - Phi đoàn 25 RAF (1959-1962 giải thể)
    - Phi đoàn 29 RAF (1957-1963 chuyển giao cho Không quân Cận Đông)
    - Phi đoàn 33 RAF (1958-1962 giải thể)
    - Phi đoàn 41 RAF (1958-1963 giải thể)
    - Phi đoàn 46 RAF (1956-1961 giải thể)
    - Phi đoàn 64 RAF (1958-1965 chuyển giao cho Không quân Viễn Đông)
    - Phi đoàn 72 RAF (1959-1961 giải thể)
    - Phi đoàn 85 RAF (1958-1963 giải thể)
    - Phi đoàn 89 RAF (1958 đổi tên thành Phi đoàn 85)
    - Phi đoàn 141 RAF (1957-1958 đổi tên thành Phi đoàn 41)
    - Phi đoàn 151 RAF (1957-1961 giải thể)

  - Không quân Hoàng gia đóng tại Đức
    - Phi đoàn 3 RAF (1959 to 1961 trang bị lại với English Electric Canberra)
    - Phi đoàn 5 RAF (1960-1965 trả lại cho Bộ tư lệnh Tiêm kích và trang bị lại với Lightning)
    - Phi đoàn 11 RAF (1960-1966 trả lại cho Bộ tư lệnh Tiêm kích và trang bị lại với Lightning)
    - Phi đoàn 87 RAF (1957-1961 giải thể)

  - Không quân Cận Đông
    - Phi đoàn 29 RAF (1963-1965 trả lại cho Bộ tư lệnh Tiêm kích và trang bị lại với Lightning)

  - Không quân Viễn Đông
    - Phi đoàn 60 RAF (1961-1968 giải thể)
    - Phi đoàn 64 RAF (1965-1967 giải thể)

  - Phi đoàn phát triển vũ khí điều khiển 1 RAF Valley (thử nghiệm tên lửa Firestreak)
  - Phi đoàn chuyển loại hoạt động 228 RAF

## Tính năng kỹ chiến thuật (Gloster Javelin FAW Mk 9)

Gloster Javelin

Dữ liệu lấy từ Thunder and Lightnings

### Đặc điểm riêng
- Tổ lái: 2
- Chiều dài: 56 ft 9 in (17.15 m)
- Sải cánh: 52 ft (15.85 m)
- Chiều cao: 16 ft (4.88 m)
- Diện tích cánh: 927 ft² (86 m²)
- Trọng lượng rỗng: 24,000 lb (10,886 kg)
- Trọng lượng có tải: 31,580 lb (14,325 kg)
- Trọng lượng cất cánh tối đa: 43,165 lb (19,580 kg)
- Động cơ: 2 động cơ tuabin Armstrong Siddeley Sapphire 7R, lực đẩy 12,300 lbf (54 kN)

### Hiệu suất bay
- Vận tốc cực đại: 610 knot (710 mph 1,140 km/h)
- Tầm bay: 954 dặm (1,530 km)
- Trần bay: 52,800 ft (15,865 m)
- Vận tốc lên cao: 5,400 ft/min (27.45 m/s)
- Lực nâng của cánh: 34 lb/ft² (166 kg/m²)
- Lực đẩy/trọng lượng: 0.79

### Vũ khí
- 4 pháo ADEN 30 mm
- Tên lửa không đối không de Havilland Firestreak

### Hệ thống điện tử
- Radar Westinghouse AN/APQ-43

### Máy bay có tính năng tương đương
- Avro Canada CF-100 Canuck
- Northrop F-89 Scorpion
- Sud Aviation Vautour
- Yakovlev Yak-25